# 1878년 미국 하원의원 선거
1878년 미국 하원의원 선거는 1876년 미국에서 치러진 하원의원 선거로, 불황으로 양당 모두 의석이 감소하고 지폐당이 제3당으로 떠올랐다

## 선거 결과
| 정당   | 의석수 |
| ------ | ------ |
| 민주당 | 143석  |
| 공화당 | 131석  |
| 지폐당 | 13석   |
| 무소속 | 6석    |
| 합계   | 293석  |

## 같이 보기
- 1878년 미국 상원의원 선거